# Kolob Arch

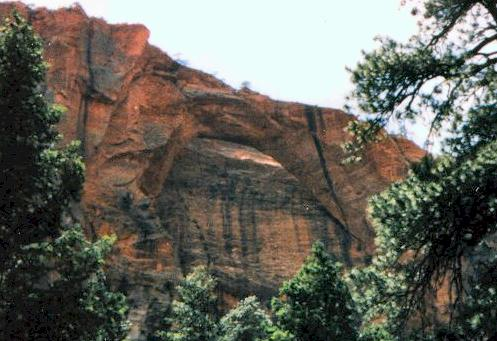
Kolob Arch

Kolob Arch is een natuurlijke boog van 87,6 meter in Nationaal park Zion in Utah in de Verenigde Staten.
Kolob Arch is na Landscape Arch in Arches National Park (Utah) de langste natuurlijke boog in de wereld.